# 東早川村
東早川村（ひがしはやかわむら）は、かつて新潟県西頸城郡にあった村。

## 沿革
- 1889年（明治22年）4月1日 - 町村制の施行により、西頸城郡越村、宮平村、中野村、中林村、坪野村、土塩村、猿倉村及び吹原村の区域をもって、西頸城郡東早川村が発足する。
- 1901年（明治34年）11月1日 - 西頸城郡東早川村、西山村及び東山村が合併して、西頸城郡上早川村が発足する。